# La Bazoge-Montpinçon

La Bazoge-Montpinçon este o comună în departamentul Mayenne, Franța. În 2009 avea o populație de 881 de locuitori.